# Thanet

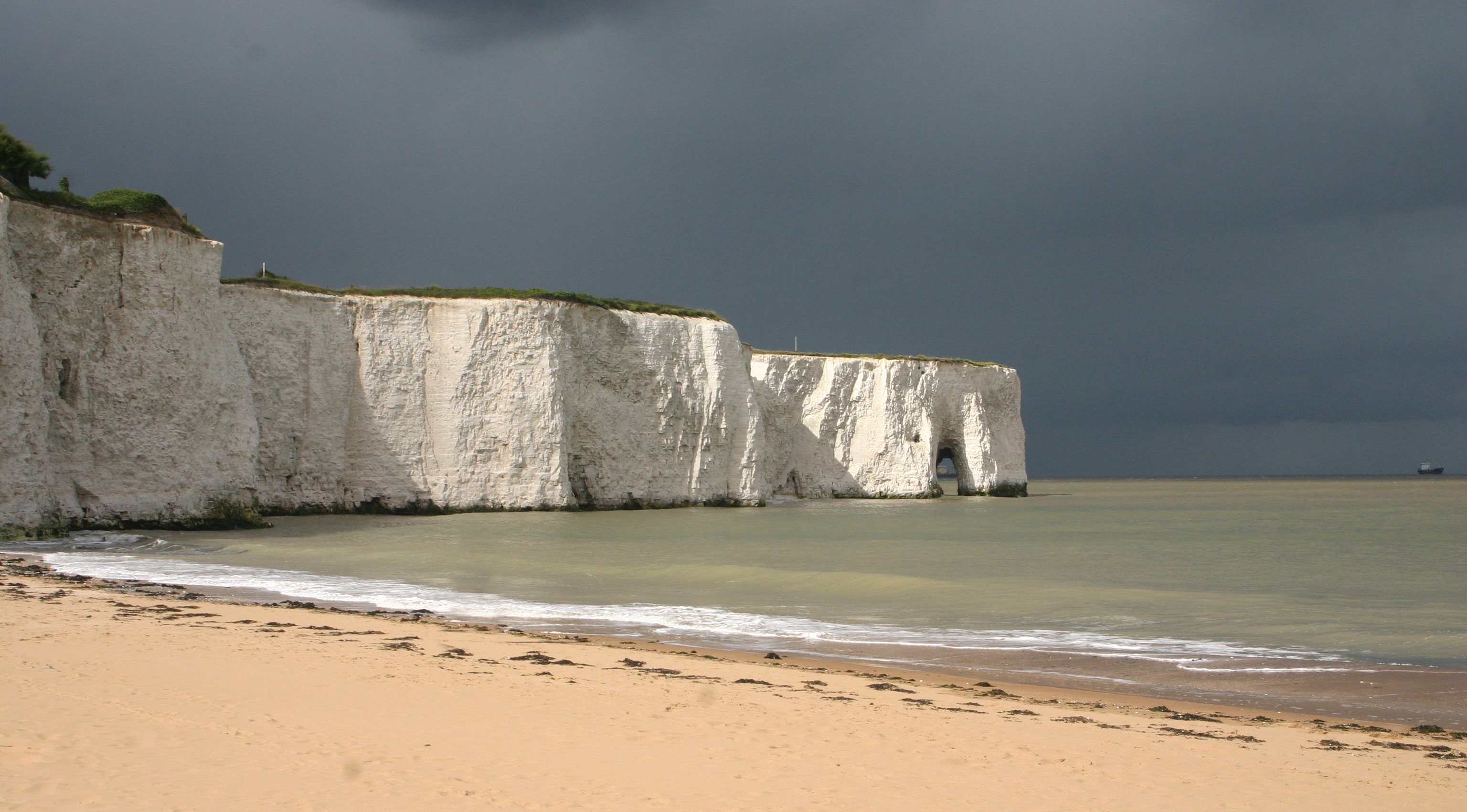
Zatoka Kingsgate

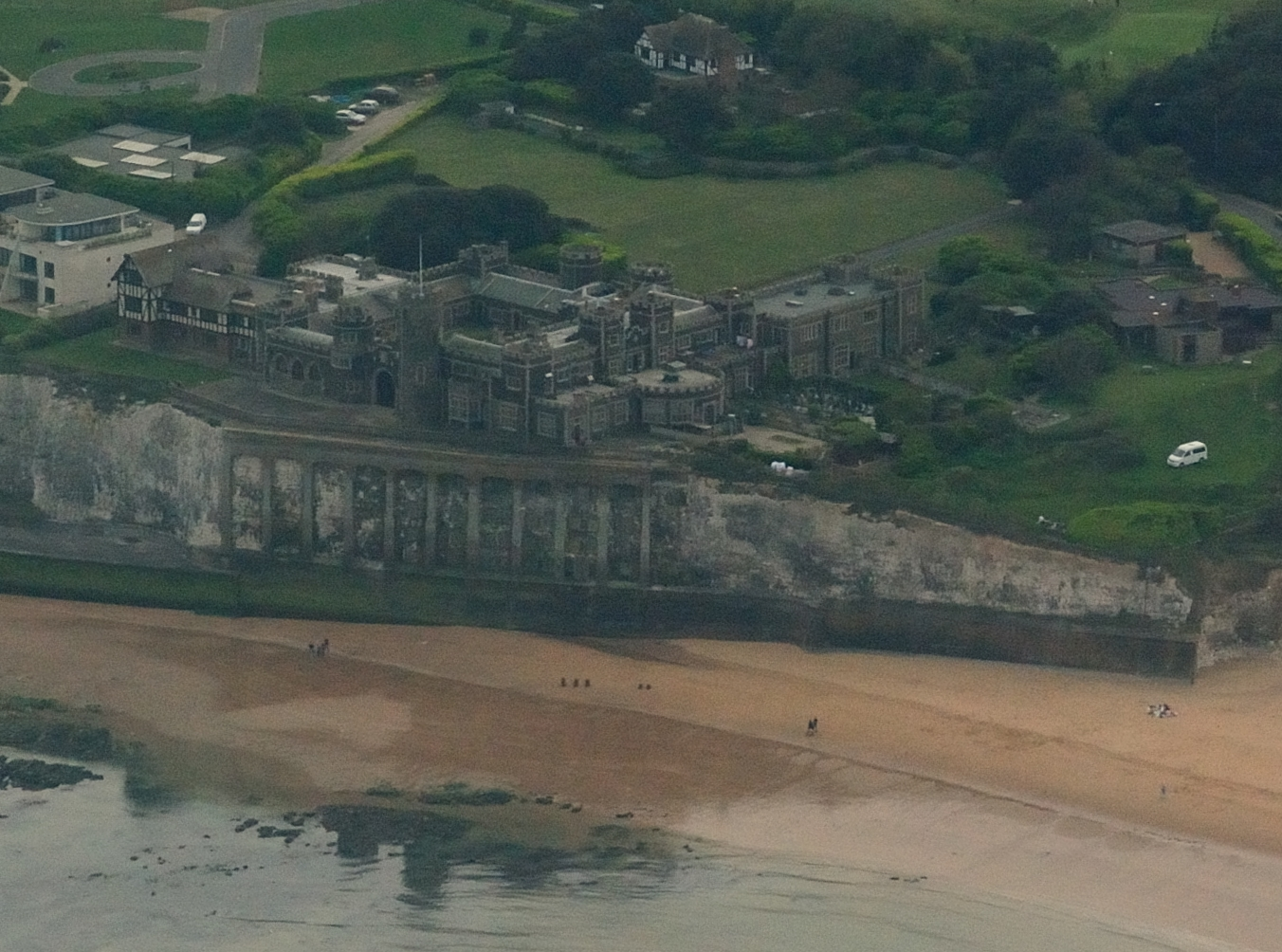
Zamek Kingsgate

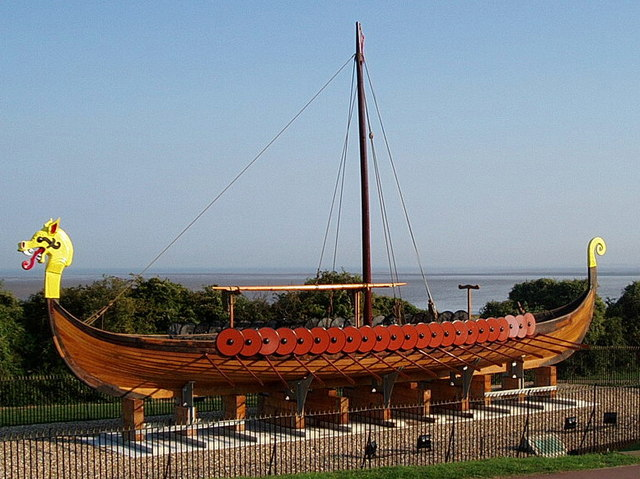
The Hugin

Thanet  – dystrykt w Anglii, w północno-wschodniej części hrabstwa Kent. Centrum administracyjne dystryktu znajduje się w Margate.
Dystrykt ma powierzchnię 103,30 km². Za czasów rzymskich Thanet stanowił wyspę. Obszar nadal bywa nazywany „Isle of Thanet” (wyspa Thanet), ale jest oddzielony od reszty hrabstwa jedynie przez dolną część rzeki Stour i wąski Wantsum Channel. Posiada liczne plaże i kredowe klify. Od zachodu graniczy z dystryktem Canterbury zaś od południa z dystryktem Dover w hrabstwie Kent. Zamieszkuje go 134 186 osób.
Na terenie dystryktu znajduje się pochodzący z XVIII wieku zamek Kingsgate. W Ramsgate znajduje się Ramsgate Maritime Museum m.in. z dwoma małymi okrętami-muzeum, niedaleko znajduje się replika okrętu wikingów – The Hugin. W 2011 roku otwarto w Margate galerię sztuki Turner Contemporary. Znajduje się tutaj także jeden z najstarszych teatrów w Wielkiej Brytanii – działający od 1787 roku Theatre Royal.
W Broadstairs mieści się jeden z kampusów Canterbury Christ Church University. W tym samym mieście swoją siedzibę ma East Kent College.

## Podział administracyjny
Dystrykt obejmuje miasta Broadstairs, Margate i Ramsgate oraz  7 civil parish:
| - Acol - Birchington - Cliffsend - Manston | - Minster - Monkton - St Nicholas at Wade |

Dystrykt dzieli się na 23 okręgi wyborcze:
| - Beacon Road - Birchington North - Birchington South - Bradstowe - Central Harbour - Cliffsend & Pegwell - Cliftonville East - Cliftonville West - Dane Valley - Eastcliff - Garlinge - Kingsgate | - Margate Central - Nethercourt - Newington - Northwood - Salmestone - Sir Moses Montefiore - St Peters - Thanet Villages - Viking - Westbrook - Westgate-on-Sea |

## Demografia
W 2011 roku dystrykt Thanet  miał 134 186 mieszkańców. Zgodnie ze spisem powszechnym z 2011 roku dystrykt zamieszkiwało 1114 osób urodzonych w Polsce.
Podział mieszkańców według grup etnicznych na podstawie spisu powszechnego z 2011 roku:

Ramsgate Marina

| - Biali Brytyjczycy: 121 346 (90,4%) - Biali Irlandczycy: 1 026 (0,8%) - Irish Travellers: 187 (0,1%) - Pozostali biali: 5 635 (4,2%) - Mieszani Karaibowie: 720 (0,5%) - Mieszani Afrykanie: 329 (0,2%) - Mieszani Azjaci: 598 (0,4%) - Pozostali mieszani: 539 (0,4%) - Hindusi: 738 (0,5%) | - Pakistańczycy: 184 (0,1%) - Banglijczycy: 178 (0,1%) - Chińczycy: 450 (0,3%) - Pozostali Azjaci: 954 (0,7%) - Czarni Afrykanie: 585 (0,4%) - Czarni Karaibowie: 239 (0,2%) - Pozostali czarni: 86 (0,1%) - Arabowie: 118 (0,1%) - Pozostałe grupy etniczne: 274 (0,2%) |

Podział mieszkańców według wyznania na podstawie spisu powszechnego z 2011 roku:
- Chrześcijaństwo –  61,4%
- Islam – 0,9%
- Hinduizm – 0,5%
- Judaizm – 0,2%
- Buddyzm – 0,4%
- Sikhizm – 0,1%
- Pozostałe religie – 0,5%
- Bez religii – 28,6%
- Nie podana religia – 7,4%

## Transport i komunikacja

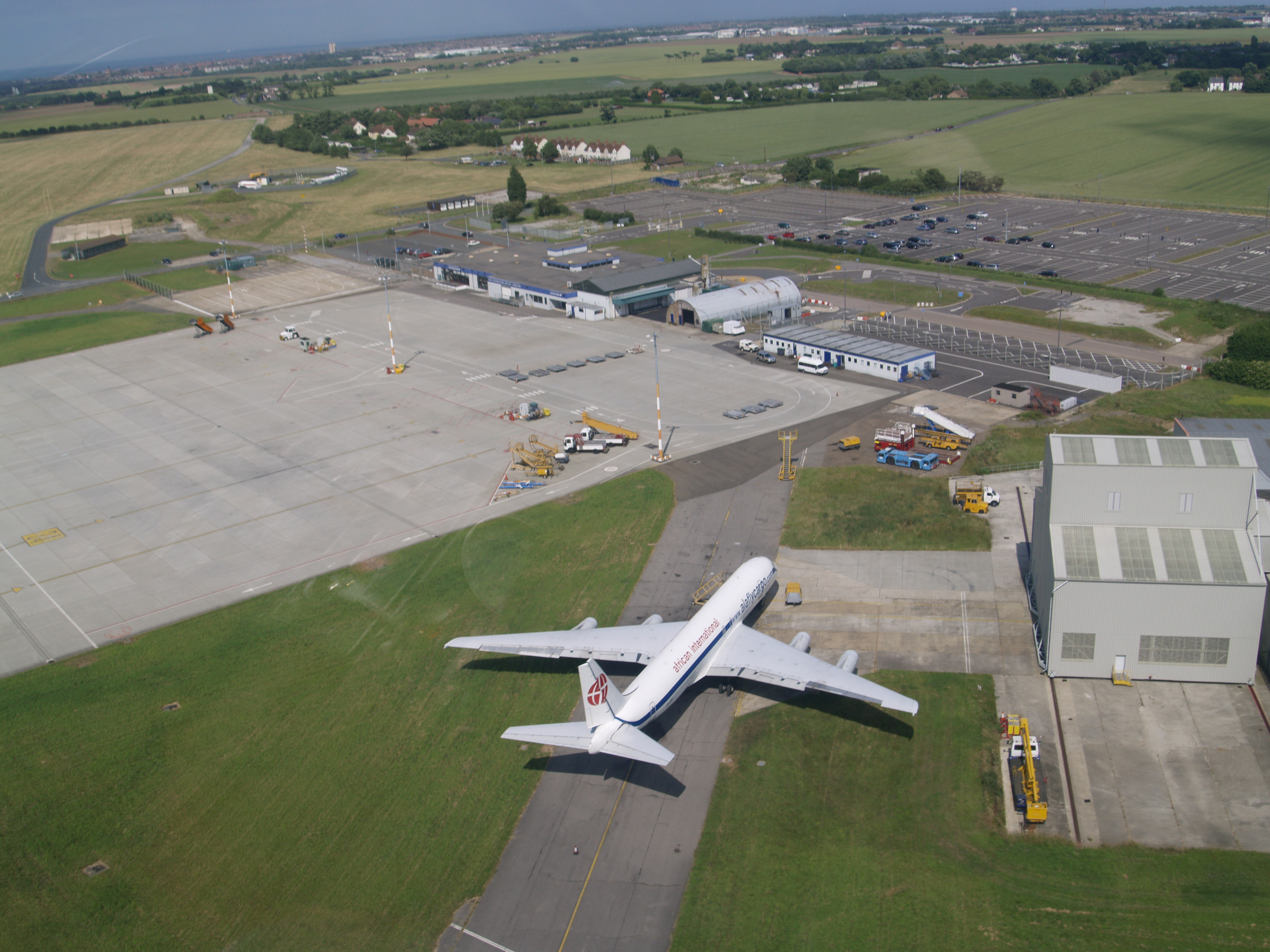
Port lotniczy Kent International

Na terenie dystryktu znajdują się stacje Birchington-on-Sea, Margate, Broadstairs i Ramsgate, które obsługują linie kolei dużej prędkości High Speed 1, na której jeżdżą pociągi Southeastern Highspeed, z tą różnicą, że poruszają się tutaj zwykłymi torami i dopiero na stacji Ebbsfleet International w dystrykcie Dartford wjeżdżają na linię High Speed.
Pozostałe stacje kolejowe:
- Dumpton Park
- Minster
- Westgate-on-Sea

Na terenie dystryktu swój początek ma droga A256 która prowadzi do Dover oraz droga A28 która prowadzi do Hastings.

## Inne miejscowości
Birchington-on-Sea, Cliffsend, Ebbsfleet, Flete, Garlinge, Manston, Minster, Monkton, St Peter’s, Sarre, St Nicholas at Wade, Westbrook, Westgate-on-Sea, Westwood.